# Wesendorf
Wesendorf er en kommune i den vestlige del af Landkreis Gifhorn i den tyske delstat Niedersachsen. Den ligger i den sydlige del af amtet (Samtgemeinde) Wesendorf , som den er administrationsby for. Wesendorf ligger omkring 12 km nord for Gifhorn.
I kommunen ligger ud over hovedbyen Wesendorf også landsbyen Westerholz.